# Dichorisandra puberula
Dichorisandra puberula är en himmelsblomsväxtart som beskrevs av Christian Gottfried Daniel Nees von Esenbeck och Carl Friedrich Philipp von Martius. Dichorisandra puberula ingår i släktet Dichorisandra och familjen himmelsblomsväxter. Inga underarter finns listade.